# Thyolo

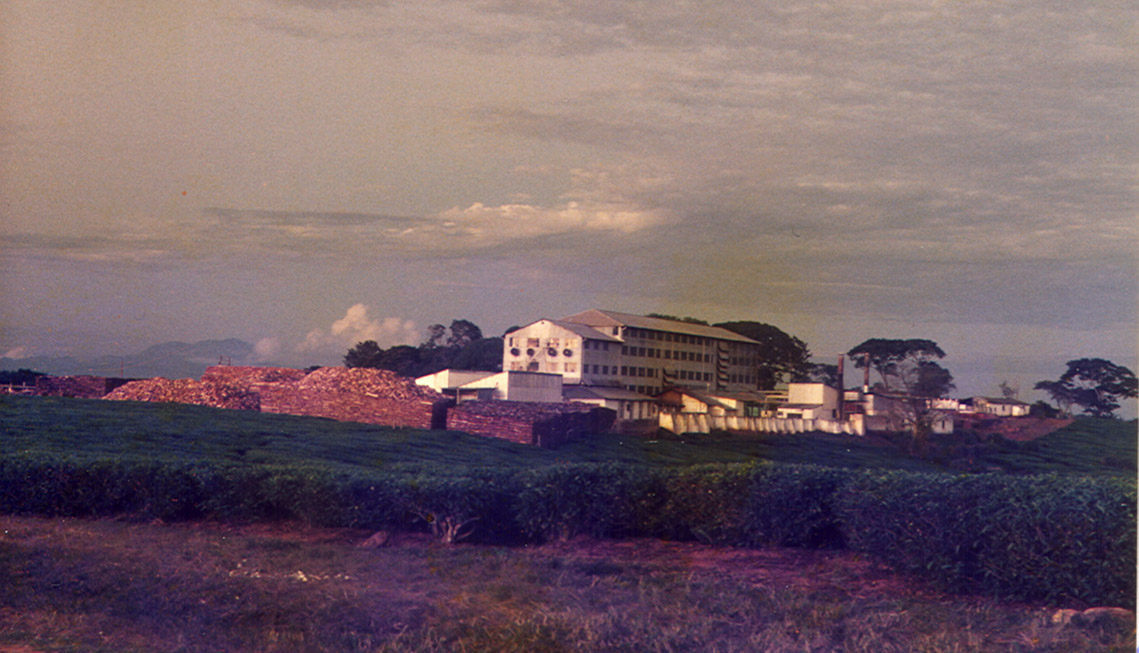
Teeplantage bei Thyolo mit Trockenspeicher und Holz für die Fermentierung

Thyolo bezeichnet eine Stadt und einen Berg (1462 m) am Südende des Shire-Hochlandes in Malawi sowie einen Distrikt von 1715 km² mit 458.976 Einwohnern. Die Osthänge des Berges bilden ein großes Teeanbaugebiet. Der Monsun vom Indischen Ozean sichert ausreichende Niederschläge. Auf dem Osthang des Berges Thyolo liegt auf 900 Metern Höhe die gleichnamige Distrikthauptstadt mit 7.843 Einwohnern (Volkszählung 2018). 42.000 Menschen leben im direkten Umland (Schätzung 2006). Von Thyolo führen eine einspurig asphaltierte Straße mit befestigten Schotterrändern nach Blantyre und Schotterpisten nach Luchenza und Bangula am Shire-Fluss. Die Stadt ist an das Stromnetz angeschlossen und verfügt über einen wenige Kilometer westlich gelegenen kleinen Flugplatz. Im nahen Luchenza ist die Eisenbahnlinie der malawischen Eisenbahn Lilongwe-Blantyre-Beira zu erreichen.
Trotz des Teeanbaus gilt Thyolo als armer Distrikt. Die geringsten wirtschaftlichen Wachstumsraten in Malawi in den Jahren 1997/98 konzentrierten sich auf arme und überbevölkerte Distrikte im Süden, unter anderem Thyolo mit 1,7 %.